# Hypoprora lophosoma
Hypoprora lophosoma là một loài bướm đêm trong họ Noctuidae.